# Съюз на независимите социалдемократи
Съюз на независимите социалдемократи (на сръбски: Савез независних социјалдемократа -СНСД, Savez nezavisnih socijaldemokrata - SNSD) е политическа партия на сърбите в Босна и Херцеговина, ръководена от Милорад Додик.